# 越秀路 (广州)
越秀路位于中华人民共和国广州市，是一条呈L型走向的道路，全路均沿东濠涌西侧岸线走向。
全路分北、中、南三段，由小北路至中山四路、中山三路交汇处称为越秀北路；
中山路至文明路、东华西路交汇处称为越秀中路；再往南路段称为越秀南路。

## 与之交汇道路
- 顺序由北往南排列，粗体字为主干道
- 小北花圈：镇海路、小北路
- 法政路
- 东濠涌高架路
- 东风中路
- 东濠涌高架路
- 豪贤路
- 中山四路、中山三路
- 文明路、东华西路
- 万福路
- 东园横路、挹翠路
- 东沙角路
- 广九大马路

## 公共交通
- 广州地铁1号线農講所站
- 广州地铁6号线團一大廣場站

均在鄰近越秀路位置設有出口。